# 小行星8956
小行星8956（英語：8956）是一颗围绕太阳公转的小行星。1998年3月31日，林肯近地小行星研究小组在索科罗发现了此天体。
这颗小行星的绝对星等为233.8914200660179等。